# كينتا يامازاكي
كينتا يامازاكي (19 مايو 1987 - ) هو لاعب كرة قدم ياباني في مركز الوسط. لعب مع Thailand Tobacco Monopoly F.C. ‏ وUbon UMT United F.C. ‏ وOFK Grbalj ‏ وTokyo 23 FC ‏ وFK Berane ‏.

## وصلات خارجية
- كينتا يامازاكي على موقع قاعدة بيانات كرة القدم.إي يو (الإنجليزية)
- كينتا يامازاكي على موقع Soccerway.com (الإنجليزية)